# 24 Heures de Dubaï

Le tracé du circuit des 24 Heures de Dubaï.

Les 24 Heures de Dubaï sont une épreuve d'endurance réservée à la fois aux voitures de sport et aux voitures de tourisme, qui se tient chaque année sur le tracé du circuit de Dubaï dans les Émirats arabes unis.

## Histoire
Dans un esprit à la fois professionnel et amateur, l'objectif de cette course est d'offrir une course performante durant la période hivernale. Le Dubai Autodrome créé en 2004 offre le cadre de cette course depuis janvier 2006.
Le promoteur de cette épreuve est Creventic, une société néerlandaise à l'origine des 24H Series qui comporte aussi les 12 Heures de Hongrie créées en 2008 et les 24 Heures de Barcelone créées en 2011. En juin 2011, Yeehah Events, promoteur des 12 Heures de Bathurst, et Creventic annoncent un partenariat dans le but de renforcer la visibilité internationale des deux courses qui ont lieu respectivement en janvier et février.

## Palmarès
| Saison | Vainqueurs                                                                                      | Equipe                                | Voiture                   | Formule - championnat |
| ------ | ----------------------------------------------------------------------------------------------- | ------------------------------------- | ------------------------- | --------------------- |
| 2006   | Philipp Peter Dieter Quester Hans-Joachim Stuck Toto Wolff                                      | Duller Motorsport                     | BMW M3 CSL                | GT3 (24H Series)      |
| 2007   | Jamie Campbell-Walter Philipp Peter Dieter Quester Dirk Werner                                  | Duller Motorsport                     | BMW Z4 Coupe              | GT3 (24H Series)      |
| 2008   | Craig Baird Klark Quinn Tony Quinn Jonathon Webb                                                | VIP Pet Foods                         | Porsche 911 GT3 RSR (997) | GT2 (24H Series)      |
| 2009   | Gabriël Abergel Andrzej Dzikevic Niclas Kentenich Carsten Tilke                                 | Land Motorsport                       | Porsche 911 GT3 Cup (997) | GT3 (24H Series)      |
| 2010   | Marco Holzer Raymond Narac Patrick Pilet                                                        | IMSA Performance Matmut               | Porsche 911 GT3 RSR (997) | GT2 (24H Series)      |
| 2011   | Augusto Farfus Claudia Hürtgen Tommy Milner Edward Sandström                                    | Need for Speed by Schubert Motorsport | BMW Z4 GT3 (E89)          | GT3 (24H Series)      |
| 2012   | Khaled Al Qubaisi Jeroen Bleekemolen Sean Edwards Thomas Jäger                                  | Abu Dhabi by Black Falcon             | Mercedes-Benz SLS AMG GT3 | GT3 (24H Series)      |
| 2013   | Khaled Al Qubaisi Jeroen Bleekemolen Sean Edwards Bernd Schneider                               | Abu Dhabi by Black Falcon             | Mercedes-Benz SLS AMG GT3 | GT3 (24H Series)      |
| 2014   | Adrian Amstutz Christian Engelhart Mark Ineichen Rolf Ineichen Marcel Matter                    | Stadler Motorsport                    | Porsche 911 GT3 R (997)   | GT3 (24H Series)      |
| 2015   | Abdulaziz Al Faisal Yelmer Buurman Hubert Haupt Oliver Webb                                     | Black Falcon 2                        | Mercedes-Benz SLS AMG GT3 | GT3 (24H Series)      |
| 2016   | Alain Ferté Stuart Leonard Michael Meadows Laurens Vanthoor                                     | Belgian Audi Club Team WRT            | Audi R8 LMS GT3           | GT3 (24H Series)      |
| 2017   | Daniel Allemann Ralf Bohn Brendon Hartley Alfred Renauer Robert Renauer                         | Herberth Motorsport                   | Porsche 991 GT3 R (991)   | GT3 (24H Series)      |
| 2018   | Abdulaziz Al Faisal Yelmer Buurman Hubert Haupt Gabriele Piana                                  | Black Falcon                          | Mercedes-AMG GT3          | GT3 (24H Series)      |
| 2019   | Rik Breukers Christopher Haase Dimitri Parhofer Frédéric Vervisch                               | Car Collection Motorsport             | Audi R8 LMS Evo           | GT3 (24H Series)      |
| 2020   | Khaled Al Qubaisi Ben Barker Jeroen Bleekemolen Hubert Haupt Manuel Metzger                     | Black Falcon                          | Mercedes-AMG GT3          | GT3 (24H Series)      |
| 2021   | Julien Andlauer Frédéric Fatien Alain Ferté Mathieu Jaminet Axcil Jefferies                     | GPX Racing                            | Porsche 991 GT3 R (991)   | GT3 (24H Series)      |
| 2022   | Mohammed Bin Saud Al Saud Axcil Jefferies Christopher Mies Thomas Neubauer Dries Vanthoor       | MS7 by WRT                            | Audi R8 LMS Evo           | GT3 (24H Series)      |
| 2023   | Mohammed Bin Saud Al Saud Jens Klingmann Diego Menchaca Jean-Baptiste Simmenauer Dries Vanthoor | MS7 by WRT                            | BMW M4 GT3                | GT3 (24H Series)      |
| 2024   | Christopher Haase Markus Winkelhock Gilles Magnus Simon Reicher Mike Zhou                       | Eastalen Racing Team                  | Audi R8 LMS Evo           | GT3 (24H Series)      |

## Palmares

### Palmares pilotes
|   | Pilote                    | Victoires | Années             |
| - | ------------------------- | --------- | ------------------ |
| 1 | Jeroen Bleekemolen        | 3         | 2012, 2013 et 2020 |
| 1 | Khaled Al Qubaisi         | 3         | 2012, 2013 et 2020 |
| 1 | Hubert Haupt              | 3         | 2015, 2018 et 2020 |
| 4 | Philipp Peter             | 2         | 2006 et 2007       |
| 4 | Dieter Quester            | 2         | 2006 et 2007       |
| 4 | Sean Edwards              | 2         | 2012 et 2013       |
| 4 | Abdulaziz Al Faisal       | 2         | 2015 et 2018       |
| 4 | Mohammed Bin Saud Al Saud | 2         | 2022 et 2023       |
| 4 | Dries Vanthoor            | 2         | 2022 et 2023       |
| 4 | Christopher Haase         | 2         | 2019 et 2024       |

### Palmares constructeurs
|   | Constructeur  | Victoires | Années                                |
| - | ------------- | --------- | ------------------------------------- |
| 1 | Porsche       | 6         | 2008, 2009, 2010, 2014, 2017, et 2021 |
| 2 | Mercedes-Benz | 5         | 2012, 2013, 2015, 2018 et 2020        |
| 3 | BMW           | 4         | 2006, 2007, 2011 et 2023              |
| 4 | Audi          | 4         | 2016, 2019, 2022 et 2024              |